# Sheldon Brookbank
Sheldon W. Brookbank (* 3. Oktober 1980 in Lanigan, Saskatchewan) ist ein ehemaliger kanadischer Eishockeyspieler und derzeitiger -trainer. Der Verteidiger bestritt unter anderem über 300 Spiele für die Nashville Predators, New Jersey Devils, Anaheim Ducks und Chicago Blackhawks in der National Hockey League. Dabei gewann er mit den Blackhawks in den Playoffs 2013 den Stanley Cup. Sein älterer Bruder Wade Brookbank und ihr Cousin Geoff Sanderson waren ebenfalls professionelle Eishockeyspieler.

## Karriere
Sheldon Brookbank spielte drei Jahre für die Humboldt Broncos in der Saskatchewan Junior Hockey League, bevor er in eine Profiliga wechselte. Dabei spielte er in der Saison 2001/02 für die Mississippi Sea Wolves in der East Coast Hockey League, sowie danach zwei Spielzeiten für die Grand Rapids Griffins in der American Hockey League (AHL).

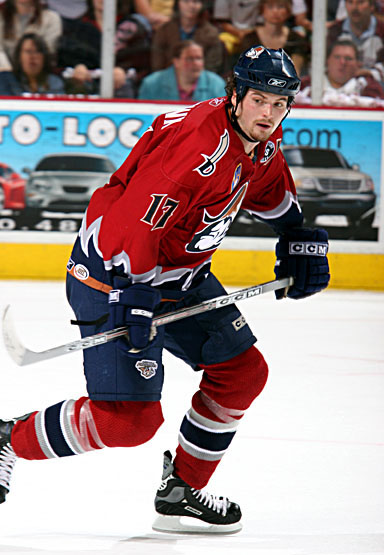
Brookbank im Trikot der Milwaukee Admirals (2006)

Am 21. Juli 2003 unterschrieb er als Free Agent einen Zwei-Jahres-Vertrag bei den Mighty Ducks of Anaheim, dabei kam er aber noch nicht zu seinem ersten NHL-Einsatz, sondern spielte weiterhin in der AHL. Jedoch nicht mehr für die Grand Rapids Griffins, sondern für die Cincinnati Mighty Ducks, dem damaligen Farmteam der Mighty Ducks. Als sein Vertrag auslief, verlängerten die Ducks seinen Vertrag nicht, doch am 4. August 2005 nahmen ihn die Nashville Predators für eine Saison unter Vertrag. Während dieses Jahres spielte er für die Milwaukee Admirals. Dabei saß er 232 Strafminuten auf der Bank, die meisten des gesamten Teams.
Die Predators verlängerten seinen Vertrag am 21. Juli 2006. In der Saison 2006/07 kam er auch zu seinem ersten NHL-Einsatz. Die meiste Zeit spielte er für die Milwaukee Admirals. In der gleichen Saison wurde er mit dem Eddie Shore Award als bester Verteidiger der regulären Saison ausgezeichnet. Am 1. Juli 2007 unterschrieb Brookbank, abermals als Free Agent, einen Kontrakt bei den Columbus Blue Jackets. Noch bevor er ein Spiel für die Blue Jackets absolviert hatte, wurde der Verteidiger am 2. Oktober 2007 auf die Waiverliste gesetzt, von der ihn die New Jersey Devils auswählten. Diese gaben ihn im Verlauf der folgenden Spielzeit – am 3. Februar 2009 – im Austausch für David McIntyre an die Anaheim Ducks ab.
Während der Saison 2009/10 etablierte sich der Defensivverteidiger bei den Kaliforniern, als er in 66 Spielen zum Einsatz kam und die zweitbeste Plus/Minus-Bilanz des Teams mit + 10 erreichte. Im Juni 2010 einigte sich Brookbank mit den Anaheim Ducks auf eine Vertragsverlängerung um zwei Jahre. Nachdem dieser Kontrakt ausgelaufen war, wurde der Kanadier Anfang Juli 2012 als Free Agent von den Chicago Blackhawks mit einem Zweijahresvertrag ausgestattet, mit denen er in der folgenden Spielzeit den Stanley Cup gewann. Nach der Saison 2013/14 wurde sein auslaufender Vertrag nicht verlängert, sodass Brookbank Nordamerika im Oktober 2014 verließ und sich Ak Bars Kasan aus der Kontinentalen Hockey-Liga anschloss.
Dort verbrachte er die Saison 2014/15, ehe er nach Nordamerika zurückkehrte und sich auf Probebasis (professional tryout contract) den Anaheim Ducks anschloss, für die er bereits von 2009 bis 2012 aktiv war. Dort erhielt er ebenso wenig einen festen Vertrag wie bei den Providence Bruins, bei denen er wenig später ebenso auf Probe tätig war. Im November 2015 wechselte er abermals nach Europa und schloss sich dem finnischen Klub Rauman Lukko aus der Liiga an. Nach einem Jahr kehrte er nach Nordamerika zurück, wo er probeweise sechs Partien bei den Cleveland Monsters in der AHL bestritt, bevor er seine aktive Karriere für beendet erklärte.
Anschließend kehrte Brookbank in die Organisation der Blackhawks zurück, die ihn zur Spielzeit 2017/18 als Assistenztrainer bei den Rockford IceHogs in der AHL anstellten. Von dort stieg er im Januar 2019 zum Assistenten von Jeremy Colliton in die NHL auf. Beide wurden im November 2021 nach einem schwachen Start in die Saison 2021/22 entlassen. Zur Saison 2022/23 wurde Brookbank als Assistenztrainer von den Wilkes-Barre/Scranton Penguins aus der AHL verpflichtet.

## Erfolge und Auszeichnungen
- 2007 Teilnahme am AHL All-Star Classic
- 2007 AHL First All-Star Team
- 2007 Eddie Shore Award
- 2013 Stanley-Cup-Gewinn mit den Chicago Blackhawks

## Karrierestatistik
(Legende zur Spielerstatistik: Sp oder GP = absolvierte Spiele; T oder G = erzielte Tore; V oder A = erzielte Assists; Pkt oder Pts = erzielte Scorerpunkte; SM oder PIM = erhaltene Strafminuten; +/− = Plus/Minus-Bilanz; PP = erzielte Überzahltore; SH = erzielte Unterzahltore; GW = erzielte Siegtore; 1 Play-downs/Relegation; Kursiv: Statistik nicht vollständig)